# Allogamus starmachi
Allogamus starmachi – gatunek owada wodnego z rzędu chruścików (Trichoptera), z rodziny Limnephilidae, jeden z nielicznych endemicznych gatunków owadów Polski. Uznany jest za gatunek zagrożony (kategoria VU). Występuje w Tatrach, larwy żyją w okresowo płynących potokach na terenie Tatrzańskiego Parku Narodowego.
Gatunek występuje tylko w Tatrach na terenie Tatrzańskiego Parku Narodowego. Nie stwierdzono występowania w Tatrach Niżnych (Słowacja). Gatunek opisany w 1967 roku przez polskiego trichopterologa Bronisława Szczęsnego. Nazwa gatunkowa upamiętnia polskiego hydrobiologa Karola Starmacha.
Allogamus starmachi uważany jest za relikt polodowcowy. W okresie zlodowacenia zasięg gatunku prawdopodobnie był szerszy. Występuje w Pyszniańskim Potoku (1200 m n.p.m., eudominant), Potoku Kościeliskim (1100 m n.p.m., recedent), Dolinie Gąsienicowej (1680 m n.p.m.) i  Dolinie Pańszczycy (1600 m n.p.m.).
Larwy zasiedlają okresowo płynące potoki wysokogórskie powyżej 1100 m n.p.m. Zdolność do życia w okresowo wysychających i zimą zamarzających ciekach wysokogórskich, o stosunkowo niskiej temperaturze wody, można uznać za ewolucyjne przystosowane do warunków okresu zlodowaceń. Być może zasiedla także najpłytszy litoral niektórych stawów tatrzańskich. Larwy odżywiają się bakteriami i glonami, głównie sinicami.
Larwy rozwijają się w okresie wiosny, poczwarki pojawiają się w okresie lata, imagines zaś jesienią. Larwy budują rurkowate, lekko zagięte, przenośne domki z fragmentów mineralnych zespojonych jedwabną przędzą. Można je zaliczyć do funkcjonalnej grupy troficznej zdrapywaczy. Oddychają tlenem rozpuszczonym w wodzie. W drugiej połowie września i w październiku samice składają jaja, umieszczając je pod kamieniami na dnie potoku. Jaja przechodzą diapauzę zimową w temperaturze poniżej zera. Larwy wykluwają się w czasie pierwszych wiosennych roztopów.
Stan populacji w obserwowanych siedliskach prawdopodobnie ulega zmianom, na skutek wzrostu skażenia środowiska oraz zbyt intensywnego ruchu turystycznego. Gatunek jest umieszczony na czerwonej liście zwierząt w kategorii gatunków zagrożonych (VU). Cała populacja znajduje się na terenie Tatrzańskiego Parku Narodowego, co gwarantuje dobrą ochronę tego gatunku.